# آرتور لوچ
آرتور لوچ (انگلیسی: Arthur Loach; ۸ نوامبر ۱۸۶۳ – ۹ فوریهٔ ۱۹۵۸) بازیکن فوتبال اهل بریتانیا بود.
از باشگاه‌هایی که در آن بازی کرده‌است می‌توان به باشگاه فوتبال وست برومویچ آلبیون و باشگاه فوتبال استون ویلا اشاره کرد.